# Winter-Universiade 2015/Freestyle-Skiing
Bei der Winter-Universiade 2015 wurden acht Wettkämpfe im Freestyle-Skiing ausgetragen.

## Bilanz

### Medaillenspiegel
| Platz  | Land               | Gold | Silber | Bronze | Gesamt |
| ------ | ------------------ | ---- | ------ | ------ | ------ |
| 1      | Vereinigte Staaten | 2    | 1      | 2      | 5      |
| 2      | Kasachstan         | 2    | 1      | –      | 3      |
| 3      | Österreich         | 2    | –      | 1      | 3      |
| 4      | Frankreich         | 1    | –      | –      | 1      |
| 4      | Tschechien         | 1    | –      | –      | 1      |
| 6      | Russland           | –    | 3      | 3      | 6      |
| 7      | Südkorea           | –    | 1      | 1      | 2      |
| 8      | Schweiz            | –    | 1      | –      | 1      |
| 8      | Slowakei           | –    | 1      | –      | 1      |
| 10     | Deutschland        | –    | –      | 1      | 1      |
| Gesamt | Gesamt             | 8    | 8      | 8      | 24     |

### Medaillengewinner

#### Männer
| Disziplin  | Gold            | Silber          | Bronze            |
| ---------- | --------------- | --------------- | ----------------- |
| Halfpipe   | John Leonard    | Kim Kwang-jin   | Pawel Tschupa     |
| Slopestyle | Fabian Braitsch | Broby Leeds     | Cody Potter       |
| Moguls     | Pawel Kolmakow  | Dmitri Reicherd | Sergei Schimbujew |
| Skicross   | Bernhard Graf   | Thimothe Henzi  | Igor Omelin       |

#### Frauen
| Disziplin  | Gold                    | Silber                  | Bronze           |
| ---------- | ----------------------- | ----------------------- | ---------------- |
| Halfpipe   | Marine Tripier-Mondacin | Jelisaweta Tschesnokowa | Jule Seifert     |
| Slopestyle | Brooke Potter           | Zuzana Stromková        | Stefanie Mössler |
| Moguls     | Julija Galyschewa       | Marika Pertachija       | Seo Jee-won      |
| Skicross   | Nikol Kučerová          | Lidia Pentukhova        | Tania Prymak     |